# Lapenne
 Lapenne  là một xã ở tỉnh Ariège, thuộc vùng Occitanie ở phía tây nam nước Pháp.

## Points of interest
- Le Parc aux Bambous